# Bundet eget kapital
För andra betydelser, se Kapital (olika betydelser).
Inom ekonomi är bundet eget kapital sådant som inte kan delas ut till ägarna utan måste användas inom rörelsen. Det består exempelvis av aktiekapital, reservfond och uppskrivningsfond. Före den 1 januari 2006 i Sverige räknades även överkursfonden till bundet eget kapital, men är ändrat i Aktiebolagslagen (ABL) (3 Kap 5 a §, se även Årsredovisningslagen (ÅRL) 5 Kap 14 §).
I ekonomisk förening, till exempel en bostadsrättsförening, utgör medlemmarnas insatser bundet eget kapital. I vissa fall återbetalas detta kapital till medlem som utträder, men i andra fall övertas det av en ny medlem (till exempel vid överlåtelse av en bostadsrätt).